# Leptoceridae
Leptoceridae là một họ các loài thuộc Bộ Cánh lông. Leptoceridae là họ thuộc Bộ Cánh lông lớn thứ hai với hơn 1500 loài trong khoảng 45 chi. Đặc điểm nhận dạng chính của hầu hết các loài thuộc họ Leptoceridae là râu của chúng dài hơn các râu của các loài cánh lông khác. Có một chi có râu ngắn (Ceraclea), nhưng chúng dễ dàng được xác định bởi cặp đường cong sẫm màu trên trung bì.
Chi điển hình của họ Leptoceridae là chi Leptocerus W.E. Leach, 1815.

## Chi
Có 53 chi thuộc họ Leptoceridae:
- Achoropsyche Holzenthal, 1984 i c g
- Adicella McLachlan, 1877 i c g
- Amazonatolica Holzenthal & Pes, 2004 g
- Amphoropsyche Holzenthal, 1985 i c g
- Atanatolica Mosely, 1936 i c g
- Athripsodes Billberg, 1820 i c g
- Axiocerina Ross, 1957 i c g
- Blyzophilus Anderson, Kjaerandsen, & Morse, 1999 i c g
- Brachysetodes Schmid, 1955 i c g
- Ceraclea Stephens, 1829 i c g b
- Condocerus Neboiss, 1977 i c g
- Creterotesis Ivanov, 2006 g
- Erotesis McLachlan, 1877 i c g
- Fernandoschmidia Holzenthal & Andersen, 2007 g
- Gracilipsodes Sykora, 1967 g
- Grumichella Mueller, 1879 i c g
- Hemileptocerus Ulmer, 1922 i c g
- Homilia McLachlan, 1877 i c g
- Hudsonema Mosely, 1936 i c g
- Lectrides Mosely in Mosely & Kimmins, 1953 i c g
- Leptecho Barnard, 1934 i c g
- Leptoceriella Schmid, 1993 i c g
- Leptocerina Mosely, 1932 i c g
- Leptocerus Leach in Brewster, 1815 i c g b
- Leptorussa Mosely in Mosely & Kimmins, 1953 i c g
- Magadacerina Malm & Johanson, 2013 g
- Mystacides Berthold, 1827 i c g b
- Nectopsyche Mueller, 1879 i c g b (white millers)
- Neoathripsodes Holzenthal, 1989 i c g
- Nietnerella Kimmins, 1963 i c g
- Notalina Mosely, 1936 i c g
- Notoperata Neboiss, 1977 i c g
- Oecetis McLachlan, 1877 i c g b
- Parasetodes McLachlan, 1880 i c g
- Perissomyia Ulmer, 1912 g
- Poecilopsyche Schmid, 1968 i c g
- Praeathripsodes Botosaneanu & Wichard, 1983 g
- Ptochoecetis Ulmer, 1931 i c g
- Russobex StClair, 1988 i c g
- Sericodes Schmid, 1987 i c g
- Setodes Rambur, 1842 i c g b
- Symphitoneuria Ulmer, 1906 i c g
- Symphitoneurina Schmid, 1950 i c
- Tagalopsyche Banks, 1913 i c g
- Triaenodella Mosely, 1932 g
- Triaenodes McLachlan, 1865 i c g b
- Trichosetodes Ulmer, 1915 i c g
- Triplectides Kolenati, 1859 i c g
- Triplectidina Mosely, 1936 i c g
- Triplexa Mosely in Mosely & Kimmins, 1953 i c g
- Triplexina Mosely in Mosely & Kimmins, 1953 i c g
- Westriplectes Neboiss, 1977 i c g
- Ylodes Milne, 1934 i c g

Data sources: i = ITIS, c = Catalogue of Life, g = GBIF, b = Bugguide.net